# Tierra Nueva
Tierra Nueva é um município do estado de San Luis Potosí, no México.